# Dani Lary
Pour les articles homonymes, voir Lary (homonymie).
Cet article possède un paronyme, voir Bitoun.
Dani Lary, de son vrai nom Hervé Bittoun, né le 9 septembre 1958[réf. souhaitée], est un magicien illusionniste. 
Il est connu notamment pour ses participations à l'émission télévisée française Le Plus Grand Cabaret du monde présenté par Patrick Sébastien.
Il a la particularité d'imaginer et de fabriquer certains décors et appareils d'illusion, qu'il revend, quand il en est l'inventeur, à ses collègues illusionnistes.

## Biographie
Il quitte l'Algérie en 1962, à l'indépendance du pays, avec sa famille, la menuiserie de son père à Oran ayant été détruite,. Ce dernier écrit alors une lettre au général de Gaulle pour lui faire part de sa détresse (« Moi aussi je vous ai compris, mais maintenant que dois-je faire avec mes quatre enfants ? »). De Gaulle lui propose alors de lui trouver un atelier pour qu'il s'installe à Colombey-les-Deux-Églises où il n'y a pas de menuisier. La famille s'installe non loin de La Boisserie, le père d'Hervé Bittoun réalisant même plusieurs commandes pour le général et son épouse. Hervé Bittoun indiquera qu'enfant il était « tout le temps fourré » à La Boisserie, de Gaulle faisant même installer une balançoire pour lui.
Plus tard, la famille comptant cinq enfants s'installe dans un appartement HLM, à Bourg-de-Péage dans la Drôme.

## Spectacles
- Illusion, tout n'est qu'illusion
- Le Magicien de l'impossible
- Le Château des Secrets, sa première comédie-magicale.
- La Clé des Mystères, sa deuxième comédie-magicale.
- Retro Temporis, sa troisième comédie-magicale.
- Tic-Tac, son dernier spectacle regroupant ses meilleures illusions ainsi que des nouveautés.
- Comment faire disparaitre son père ? sa première pièce de théâtre Magique

## Compères
- Valérie Trial dit Caillou[3]. Valérie est l'assistante principale de Dani Lary depuis 1994.
- Caroline Descamps dite Caro. Elle fait partie de l'équipe depuis janvier 2010, en tant que danseuse et partenaire.
- Éric Doskocil dit Copain[3].
- Lisa Angell, la voix du spectacle de Dani Lary.
- Fayçal "David" Bouchenak dit Chanteur

## Publications
- Dani Lary et Jean-Yves Loes, Autobiographie d'un magicien, Paris, Les Éditions Ramsay, 2005.
- Dany Lary, La Magie en 5 minutes, Éditions Carnot, 2004.